# Belgisch kampioenschap rally 2020
Het Belgisch kampioenschap rally 2020 is de 43e jaargang van het Belgisch kampioenschap rally georganiseerd door de RACB (Royal Automobile Club Belgium). In 2020 zijn er geen veranderingen gebeurd in de kalender ten opzichte van 2019, dus staan er in totaal 9 rally-wedstrijden gepland. Er kunnen zowel punten voor de positie in het algemene klassement als voor de positie binnen de eigen klasse verdiend worden. Ook kunnen er punten verdiend worden voor het Brits kampioenschap rally op de Rally van Ieper.
De regerende Belgisch rallykampioen van 2019 is Adrian Fernémont, die zijn titel verdedigde met een Škoda Fabia Evo R5. Er is ook een klassement voor de beste junior en beste "historic" rijder.
Het kampioenschap van 2020 werd gekenmerkt door de vele annulaties van rally's omwille van de uitbraak van het COVID-19 virus. Omdat er slechts 2 rally's effectief plaats hebben gevonden werd beslist om dit jaar geen kampioen uit te roepen en zo mag Adrian Fernémont nog een jaar langer de titel van Belgisch Kampioen Rally dragen.

## Kalender
| Ronde | Datum                   | Rally                    | Start en finish   | Rally Details       | Rally Details | Rally Details | Winnaar            | Auto                  | BRC-leider na rally |
| Ronde | Datum                   | Rally                    | Start en finish   | Ondergrond          | Proeven       | Afstand       | Winnaar            | Auto                  | BRC-leider na rally |
| ----- | ----------------------- | ------------------------ | ----------------- | ------------------- | ------------- | ------------- | ------------------ | --------------------- | ------------------- |
| 1     | 29 februari 2020        | Rally van Haspengouw     | Landen            | Asfalt              | 12            | 137,19 km     | Ghislain de Mevius | Skoda Fabia R5 Evo    | Ghislain de Mevius  |
| -     | 10-11 april 2020        | TAC Rally                | Tielt             | Asfalt              | Geannuleerd3  | Geannuleerd3  | Geannuleerd3       | Geannuleerd3          | Geannuleerd3        |
| -     | 15-16 mei 2020          | Sezoensrally             | Bocholt           | Asfalt en Onverhard | Geannuleerd3  | Geannuleerd3  | Geannuleerd3       | Geannuleerd3          | Geannuleerd3        |
| -     | 4-5 september 2020      | Omloop Van Vlaanderen    | Roeselare         | Asfalt              | Geannuleerd3  | Geannuleerd3  | Geannuleerd3       | Geannuleerd3          | Geannuleerd3        |
| -     | 26 september 2020       | East Belgian Rally       | Sankt Vith        | Asfalt              | Geannuleerd3  | Geannuleerd3  | Geannuleerd3       | Geannuleerd3          | Geannuleerd3        |
| 2     | 10-11 oktober 2020      | Aarova Rally Oudenaarde5 | Oudenaarde        | Asfalt              | 10            | 92,11 km      | Craig Breen        | Hyundai i20 Coupé WRC | Adrian Fernémont    |
| -     | 23-24 oktober 2020      | South Belgian Rally6     | Vresse-sur-Semois | Asfalt              | Geannuleerd4  | Geannuleerd4  | Geannuleerd4       | Geannuleerd4          | Geannuleerd4        |
| -     | 7-8 november 2020       | Condroz Rally            | Hoei              | Asfalt              | Geannuleerd4  | Geannuleerd4  | Geannuleerd4       | Geannuleerd4          | Geannuleerd4        |
| -     | 19-22 november 20202    | Rally van Ieper          | Ieper, Spa        | Asfalt              | Geannuleerd4  | Geannuleerd4  | Geannuleerd4       | Geannuleerd4          | Geannuleerd4        |
| -     | 28 of 29 november 20204 | Rallye de Wallonie       | Jambes            | Asfalt              | Geannuleerd4  | Geannuleerd4  | Geannuleerd4       | Geannuleerd4          | Geannuleerd4        |
| -     | 12-13 december 2020 1   | Spa Rally                | Spa               | Asfalt en Onverhard | Geannuleerd4  | Geannuleerd4  | Geannuleerd4       | Geannuleerd4          | Geannuleerd4        |

1 De rally van Spa werd verplaatst naar december omwille van de wereldwijde uitbraak van het Covid-19-virus.
2 De Rally van Ieper werd eerst uitgesteld naar het eerste weekend van oktober omwille van de wereldwijde uitbraak van het Covid-19-virus. Later werd de rally uitgesteld naar november om te kunnen toetreden tot het Wereldkampioenschap rally in 2020.
3 De Sezoensrally en TAC Rally werden oorspronkelijk uitgesteld omwille van de wereldwijde uitbraak van het Covid-19-virus, maar werden later geannuleerd omdat er geen andere datum werd gevonden. Later werden ook de Omloop van Vlaanderen en de East Belgian Rally geannuleerd omwille van financiële redenen en de onduidelijkheid omtrent rallywedstrijden in de coronapandemie.
4 De Rallye de Wallonie werd uitgesteld naar het laatste weekend van november omwille van de wereldwijde uitbraak van het Covid-19-virus. Uiteindelijk werd beslist om dit jaar helemaal geen Rallye de Wallonie te organiseren. Door de tweede golf van het COVID-19 virus werden ook de Condroz Rally, de Spa Rally, de Rally van Ieper en de nieuw South Belgian Rally geannuleerd.
5 De Aarova Rally Oudenaarde werd toegevoegd aan de kalender om de annulaties van de andere wedstrijden op te vangen.
6 De South Belgian Rally werd toegevoegd aan de kalender om de annulaties van de andere wedstrijden op te vangen maar werd alsnog geannuleerd.

## R5 rijders die minstens één wedstrijd hebben gereden
| Auto                                  | #  | Rijder                    | Navigator         | Rondes |
| ------------------------------------- | -- | ------------------------- | ----------------- | ------ |
| Škoda Fabia Evo R5 of Škoda Fabia R5  | 1  | Adrian Fernemont          | Samuel Maillen    | 1-2    |
| Škoda Fabia Evo R5 of Škoda Fabia R5  | 3  | Sébastien Bedoret         | Thomas Walbrecq   | 1      |
| Škoda Fabia Evo R5 of Škoda Fabia R5  | 5  | Sébastien Bedoret         | Thomas Walbrecq   | 2      |
| Škoda Fabia Evo R5 of Škoda Fabia R5  | 4  | Ghislain de Mevius        | Johan Jalet       | 1      |
| Škoda Fabia Evo R5 of Škoda Fabia R5  | 9  | Guillaume Dilley          | Véronique Hostens | 1      |
| Škoda Fabia Evo R5 of Škoda Fabia R5  | 18 | Johnny Poelmans           | Thomas Driesen    | 1      |
| Škoda Fabia Evo R5 of Škoda Fabia R5  | 10 | Niels Reynvoet            | Willem Verbeke    | 1-2    |
| Škoda Fabia Evo R5 of Škoda Fabia R5  | 6  | Pieter Tsjoen             | Eddy Chevaillier  | 2      |
| Škoda Fabia Evo R5 of Škoda Fabia R5  | 8  | Cédric De Cecco           | Jérôme Humblet    | 2      |
| Škoda Fabia Evo R5 of Škoda Fabia R5  | 14 | Gert Jan Kobus            | Erik de Wild      | 2      |
| Škoda Fabia Evo R5 of Škoda Fabia R5  | 15 | Frederic Miclotte         | Nicolas Tjoen     | 2      |
| Škoda Fabia Evo R5 of Škoda Fabia R5  | 21 | Maxime Potty              | Charles Maquet    | 2      |
| Škoda Fabia Evo R5 of Škoda Fabia R5  | 22 | Steven Vergalle           | Bart De Pret      | 2      |
| Škoda Fabia Evo R5 of Škoda Fabia R5  | 32 | Jo Muylle                 | Mathieu Vynckier  | 2      |
| Hyundai i20 R5                        | 5  | Grégoire Munster          | Louis Louka       | 1      |
| Hyundai i20 R5                        | 3  | Grégoire Munster          | Louis Louka       | 2      |
| Hyundai i20 R5                        | 11 | Maxime Potty              | Charles Maquet    | 1      |
| Citroën C3 R5 of Citroën DS3 R5       | 2  | Kris Princen              | Peter Kaspers     | 1      |
| Citroën C3 R5 of Citroën DS3 R5       | 2  | Kris Princen              | Bram Eelbode      | 2      |
| Citroën C3 R5 of Citroën DS3 R5       | 6  | Guillaume de Mevius       | Martijn Wydaeghe  | 1      |
| Citroën C3 R5 of Citroën DS3 R5       | 4  | Guillaume de Mevius       | Martijn Wydaeghe  | 2      |
| Citroën C3 R5 of Citroën DS3 R5       | 7  | Cédric Cherain            | Stéphane Prévot   | 2      |
| Citroën C3 R5 of Citroën DS3 R5       | 8  | William Wagner            | Kévin Millet      | 1      |
| Citroën C3 R5 of Citroën DS3 R5       | 9  | Davy Vanneste             | Kris D'Alleine    | 2      |
| Citroën C3 R5 of Citroën DS3 R5       | 14 | Jean-Luc Berleur          | Christine Mottin  | 1      |
| Volkswagen Polo GTI R5                | 46 | Vincent Verscheuren       | Patrick Flas      | 1      |
| Volkswagen Polo GTI R5                | 46 | Vincent Verscheuren       | Filip Cuvelier    | 2      |
| Volkswagen Polo GTI R5                | 16 | Henri Schmelcher          | Peter Van Laeken  | 1      |
| Volkswagen Polo GTI R5                | 33 | Henri Schmelcher          | Katleen Ombelet   | 2      |
| Volkswagen Polo GTI R5                | 31 | Jean-Baptiste Broekaert   | Filip Tsjoen      | 2      |
| Volkswagen Polo GTI R5                | 16 | Meirion Evans             | Michael Gilbey    | 2      |
| Ford Fiesta R5 MkII of Ford Fiesta R5 | 17 | Jimmy D'Hondt             | David Vanrijkelen | 1      |
| Ford Fiesta R5 MkII of Ford Fiesta R5 | 35 | Jimmy D'Hondt             | David Vanrijkelen | 2      |
| Ford Fiesta R5 MkII of Ford Fiesta R5 | 12 | Jim van den Heuvel        | Jouri Dockx       | 2      |
| Ford Fiesta R5 MkII of Ford Fiesta R5 | 11 | Bernd Casier              | Pieter Vyncke     | 2      |
| Ford Fiesta R5 MkII of Ford Fiesta R5 | 34 | Christophe Devleeschauwer | Maïté Kirsch      | 2      |
| Ford Fiesta R5 MkII of Ford Fiesta R5 | 15 | Bruno Parmentier          | Hans Delorge      | 1      |
| Ford Fiesta R5 MkII of Ford Fiesta R5 | 12 | Tuur Vanden Abeele        | Stijn Stragier    | 1      |
| Ford Fiesta R5 MkII of Ford Fiesta R5 | 78 | Jason Mitchell            | Kenny Bustard     | 2      |

## Seizoensverloop

### Rally van Haspengouw
Op de openingsmanche van het BRC, de Rally van Haspengouw was er een sterk deelnemersveld aanwezig met verraderlijke weersomstandigheden. De uiteindelijk winnaar Ghislain de Mevius startte sterk en zo de eerste twee klassementsproeven won. De Mevius bleef aan de leiding tot kp 8, die plaats werd dan overgenomen door Kris Princen die onder andere klassementsproeven 4,5,8 en 9 won. Op de laatste proef voor de overwinning was er een verschil van 2,7 seconden tussen De Mevius en Princen, maar omdat Princen op de laatste klassementsproef veel tijd verloor werd De Mevius de uiteindelijke eindwaar met een voorsprong van 25,3 seconden op Princen. Adrian Fernemont die klassementsproef 3 won werd derde met een achterstand van 1min en 19,1 seconden. De Mevius had ook nog klassementsproef 6 en 12 gewonnen, William Wagner klassementsproef 7 en 11, en Sébastien Bedoret klassementsproef 10. Zo is Ghislain De Mevius ook de eerste leider van het kampioenschap. Het junior klassement werd gewonnen door Gilles Pyck met een verschil van een zesde van seconde van Charles Munster. De Historic winnaar was Dirk Deveux die met een minuut en 48,9 seconden won van Guino Kenis.

### Spa Rally
Door de uitbraak van het coronavirus werd beslist om deze editie van de rally in Spa uit te stellen naar december.